# Shambe Nationalpark
Shambe Nationalpark er en nationalpark på vestbredden af Den Hvide Nil  i Sydsudan. Den blev etableret i 1985 og har et areal på 620 km².
Nationalparken ligger i et afsidesliggende område der hedder Adior Payam, og strækker sig mod syd til Kenisa i Malek Payam nær byen Ramciel. Et andet navn for Shambe er "Anyoop".
Den blev primært etableret for at beskytte visse vilde dyr, såsom ræve, aber, løver, gazeller, giraffer og strudse.